# 姬絲汀娜·麥海爾
姬絲汀娜·麥海爾（英語：Christina McHale，1992年5月11日—）是美國職業女子網球運動員，單打最高排名為24。在單打只取得1項ITF冠軍。在2012年的三項大滿貫賽事中均最少能進入第三輪賽事，也使她的排名急速上升，更在溫布頓網球錦標賽中取得種子排名。

## 外部連結
- 姬絲汀娜·麥海爾的国际女子网球协会官方資料（英文）
- 姬絲汀娜·麥海爾的國際網球總會 職業／青少年 官方資料（英文）
- Fed Cup - Player profile - Christina MCHALE (USA) （页面存档备份，存于）